# ویلاندرس
ویلاندرس (به ایتالیایی: Villandro) یک کومونه در ایتالیا است که در تیرول جنوبی واقع شده‌است. ویلاندرس ۴۴ کیلومتر مربع مساحت و ۱٬۹۱۲ نفر جمعیت دارد و ۸۸۰ متر بالاتر از سطح دریا واقع شده‌است.